# Хан-Тенгри
Хан-Те́нгри (кирг. Кан-Теңири, каз. Хан Тәңірі, уйг. خان تېڭرى‎, кит. 汗腾格里峰) — пирамидальный пик на Тянь-Шане на хребте Тенгри-Таг на границе Казахстана, Кыргызстана и Синьцзян-Уйгурского автономного района Китая. Высота — 6995 м и 7010 м с ледяной шапкой. Его название в переводе с монгольского означает «Повелитель неба».

## История изучения
Вершина Хан-Тенгри известна очень давно. О её существовании упоминали ещё древние путешественники. В мировоззрении древних народов тюрко-монгольского происхождения Тенгри является верховным божеством, устроителем мира вместе с богиней Умай и Эрликом. В тенгрианской религии Тенгри (божество верхней зоны мира) представляет судьбы людей, распределяет срок жизни, дарует верховную власть в обществе, воздействует на неё. Таким образом, вершина Тянь-Шаня Хан-Тенгри — местожительство верховного божества.
Первые научные сведения о Хан-Тенгри относятся к середине XIX века, когда эту вершину увидел и описал во время своего путешествия на Тянь-Шань в 1856—1857 годах известный русский географ и путешественник Петр Петрович Семёнов-Тян-Шанский.
Ослеплённый величественным видом вершин и ледников, которые открылись перед ним в 1857 году с восточного перевала хребта Терскей Ала-Тоо, огибающего с юга озеро Иссык-Куль, он, самую высокую и красивейшую из них пирамиду, определяет как легендарный пик Хан-Тенгри — высочайшую точку всего Тянь-Шаня.
Он не увидел за ней огромный снежно-ледниковый массив пограничного хребта Какшаал-Тоо, доминирующий над всем Тянь-Шанем. С юга, со стороны уйгурского Аксу, из долины реки Тарим, этот массив хорошо виден и издавна называется Хан-Тенгри. Не обратив внимание на доводы проводников, что эту вершину местные киргизы знают, как Кан-Тоо, а казахи, как Кантау (в переводе — «Ханская гора», пик из розового мрамора, господствует над другими, и блестит при закате солнца), Петр Семёнов назвал остроконечную пирамиду пиком Хан-Тенгри и расположил его в центре узла Тянь-Шанских хребтов, передвинув вершину на карте на 20 км к северу.
Однако в 1895 году известный шведский путешественник Свен Гедин со стороны Китая, первым из европейцев, увидел и почти точно (7320 м) измерил высоту истинного пика Хан-Тенгри (в настоящее время — пик Победы), но расположенного в хребте Какшаал-Тоо.
В 1902 году немецкий географ Готфрид Мерцбахер с тирольскими проводниками впервые достиг подножья Кан-Тоо (семёновского Хан-Тенгри) и, пройдя по леднику Южный Иныльчек (Энильчек), установил, что эта пирамида находится не в узле главного хребта — там господствует двуглавый пик Шатёр (6700 м), а к западу от него на коротком высоком отроге, названном хребтом Тенгри-Таг. Высоту её он определил, как 7200 м.
В 1943 году советские топографы, через 50 лет после Свена Гедина, всё-таки обнаружили настоящий, известный по древним летописям Хан-Тенгри, но назвали его по случаю пиком Победы (7439 м).

## Проблемы с географической принадлежностью
Ошибка русского географа Петра Петровича Семёнова-Тян-Шанского породила не только неправильное наименование этой вершины, но и многолетние споры о прохождении границы в этом горном районе. Последующие исследователи приняли неточную семёновскую схему и её же использовали пограничные комиссары при детализации границы с Китаем по Кашгарскому протоколу 1882 года.
Позднее, после обнаружения пика Победы в 1943 году, поняв ошибку Семёнова-Тян-Шанского, советские топографы передвинули границу на своих картах на главный узел (пик Шатёр) и провели её по короткому Меридиональному хребту, соединяющему нарынкольский гребень с массивом Победы. Китайская же сторона, всегда зная о расположении настоящего Хан-Тенгри (советского пика Победы) в хребте Савабци, тем не менее воспользовалась ошибкой Семёнова-Тян-Шанского, и провела границу на своих картах западнее и севернее через семёновский Хан-Тенгри — вершину Кан-Тоо, тем самым приписав себе верхнюю часть ледника Южный Эныльчек, стекающего от главного узла на запад в Кыргызстан и расположенного между хребтом Кокшаал-Тоо с юга и хребтом Тенгри-Таг с севера. Авторитет Семёнова-Тян-Шанского в географической науке велик, но одна из его крупнейших ошибок, совершённая в XIX веке, в наши дни создала прецедент — один из спорных участков на китайско-киргизской границе.
Ошибка Семёнова-Тян-Шанского до сих пор не исправлена, однако компромиссный выход, найденный современными дипломатами, удовлетворил стороны. 4 июля 1996 года было достигнуто соглашение между Кыргызстаном и Китаем о киргизско-китайской границе. После длительного обсуждения проблемы района пика Хан-Тенгри обе договаривающиеся стороны на компромиссной основе обменялись одинаковыми по площади территориями. Соглашение было подписано президентом Кыргызстана Аскаром Акаевым и председателем КНР Цзян Цзэминем в Бишкеке во время встречи глав «шанхайской пятёрки» 24 — 26 августа 1999 года.
Формально пик Кан-Тоо (Хан-Тенгри) становится вершиной трёх государств и олицетворяет состояние сегодняшнего мира. Но фактически китайская граница проложена, как и раньше, на 12 км восточнее, по водоразделу, как это принято во всём мире, что имеет принципиальное значение в этом засушливом регионе. Как и на советских картах, граница проходит от казахстанского Нарынкола на юг через пики Мраморная стена, 100 лет РГО, Шатёр Западный (Шатёр Восточный отошёл к Китаю) и далее по Меридиональному хребту через пики Зорге, Дружба, Нагела, затем заворачивает на запад по хребту Кокшаал-Тоо через пики Военных топографов, Победа, Важа-Пшавела, Неру и далее по хребту на юго-запад. И запасы воды, накопленные в огромных ледниках, также как и в прошлые века, продолжают стекать с Тянь-Шаня на запад от водораздела — в бассейн киргизского Нарына и Сырдарьи и на восток — в бассейн китайского Тарима, орошая соответственно долины Кыргызстана и остальной Средней Азии, а также густонаселённые земли китайского Синьцзяна.
А хребет Тенгри-Таг остался границей между Казахстаном и Кыргызстаном. С казахской стороны его обтекает ледник Северный Иныльчек, а с киргизской — ледник Южный Эныльчек. На этих ледниках располагаются международные альпийские лагеря, развёрнутые казахскими и киргизскими турфирмами для любителей горных восхождений, в том числе и на Хан-Тенгри.

## Восхождения
Первое восхождение на вершину совершено в 1931 году Михаилом Погребецким, Борисом Тюриным и Францем Зауберером. Экспедиция имела вооружённое прикрытие от басмачей, так как басмачество тогда всё ещё представляло реальную угрозу в горных ущельях. Два года потребовалось Погребецкому, прежде чем он наметил наиболее логичные маршруты подъёма на вершину. Из мемуаров первовосходителей известно, что ими рассматривались три варианта пути, но было выбрано «широкое, заполненное снегом углубление, которое идёт между чёрными скалами на севере и светлыми мраморными — на юге и соединяются между собой под самой вершиной с большим снежным полем, откуда надо выходить на гребень». Они шли по леднику Южный Иныльчек к пику Чапаева, потом на западное плечо Хан-Тенгри и далее по юго-западному склону наверх. 11 сентября все три восходителя достигли вершины.

М. Т. Погребецкий «В глубь Центрального Тянь-Шаня». Сборник «К вершинам Советской земли», стр. 361 — 
Надвигался вечер. Мягкие тени легли от гор на долину. Солнце золотило верхушки гребней. От края и до края, вдоль всего горизонта в ледниках и снегах стояла великая Тяньшанская стена. Вся она горела золотисто-оранжевыми и красными тонами заката, а Хан-Тенгри пылал сверху, как гигантский гранёный рубин, вправленный в тёмно-бирюзовое небо. Но вот, солнце погрузилось за горизонт, небо потемнело, краски стали тускнеть, оранжевые тона сменились розовыми, розовые — фиолетовыми, затем пепельными и только Хан-Тенгри горел кроваво-красным огнём расплавленного металла на тёмном небе. Постепенно горы погрузились в мрак и наконец вовсе растворились в сгустившихся сумерках. За ними медленно погас и Хан-Тенгри.
Первым восхождением на Хан-Тенгри с севера было совершено в 1964 году группой альпинистов общества «Буревестник», экспедиция под руководством Е. И. Тамма. Так как было неизвестно, можно ли пройти на ледник Северный Иныльчек по берегу озера Мерцбахера, предварительно была выслана группа для изучения возможности выхода на ледник выше озера через перевал в хребте Сарыджас с ледника Мушкетова. Группе удалось найти перевал, найти удобную площадку для базового лагеря на берегу озера и обеспечить приём грузов, сбрасываемых с вертолёта. Основной состав экспедиции достиг базового лагеря, обойдя озеро по левому (орографически) берегу через седловину контрфорса хребта, разделяющего хребты Северный и Южный Иныльчек. Восхождение на Хан-Тенгри было совершено двумя группами из штурмового лагеря на правой (орографически) береговой морене ледника Северный Иныльчек, грузы для которого были сброшены с вертолёта. Первая группа под руководством Е. И. Тамма после шести дней подъёма вернулась не дойдя 200 метров до вершины из-за погодных условий, приведших у сильной лавиноопасности выхода на предвершинный гребень. Вторая группа под руководством К. Кузьмина, выйдя на маршрут через два дня после выхода первой группы, поднимаясь по уже обработанному пути, двигалась быстрее и подошла к «критическому» месту через день, за который снег, выпавший накануне, был сметен лавинами и путь на предвершинный гребень оказался не столь опасным. На вершине была обнаружена записка от группы общества «Труд» под руководством Б. Романова, совершившей за несколько дней до этого восхождение по «мраморному» ребру Хан-Тенгри с ледника Южный Иныльчек. Оба эти восхождения были признаны лучшими по классу высотных восхождений, а их участники были удостоены золотых медалей..
- В настоящее время на Хан-Тенгри проложено уже, как минимум, 25 маршрутов восхождений с севера и с юга. Есть и инструкции по восхождению от опытных альпинистов.
- Анатолий Букреев, двадцать один раз покорявший гималайские восьмитысячники, говорил, что Хан-Тенгри, возможно, самый красивый пик в мире из-за его правильно расположенных рёбер и геометрической пирамидальной симметрии.
- Для другого казахстанского альпиниста Дениса Урубко, первым в СНГ покорившим все 14 восьмитысячников мира, Хан-Тенгри стал домашним, «тренировочным» семитысячником перед гималайскими восхождениями. Он восходил на него c десяток раз. Урубко держит и рекорд по скоростному забегу на Хан-Тенгри, установленный в 2000 году — от базового лагеря (4000 м) до вершины (7010 м) за 7 часов 40 минут. До этого долгое время держался рекорд скорости, установленный Алексом Лоу в августе 1993 года — 10 часов 8 минут, превосходящий предыдущий рекорд на 4 часа.
- Несколько раз на вершине Хан-Тенгри осуществлялись ночёвки горовосходителей. При подготовке траверса пик Победы — пик Хан-Тенгри под руководством Валерия Хрищатого летом 1990 года в целях акклиматизации на вершине заночевали будущие участники траверса. Подобные случаи на серьёзных вершинах достаточно редки. Но вот 1 августа 2011 года Денис Урубко провёл запланированную одиночную ночёвку на вершине пика Хан-Тенгри (7010 м). А всего через два дня известные альпинисты из Новосибирска Глеб Соколов и Виталий Горелик повторили ночёвку на вершине Хан-Тенгри.
- Рекорд по количеству восхождений на пик Хан-Тенгри держит 62-летний новосибирец Глеб Соколов, один из трёх в мире покорителей всех трёх вершин Лхоцзе (с Е. Виноградским и С. Тимофеевым — оба из Екатеринбурга) — 15 августа 2015 года он поднялся на Хан-Тенгри уже в 33-й раз: «Позавчера снова был на Хане. Один. Больше на Горе никого не было. Чуть концы не отдал из-за холодного ветра. До сих пор сопли на кулак мотаю. Погода звенит». В 2016 году он довёл свой рекорд до 34 восхождений.
- Самым молодым покорителем Хана стал 17-летний поляк Адам Белецкий, который в альпийском стиле взошёл на вершину в 2000 году.

## Интересные факты
- В 2002 году Национальный банк Кыргызстана выпустил банкноту в 100 сомов с изображением на обороте пика Хан-Тенгри (6995 м). До сих пор только Иран выпускал банкноту в 10 000 риалов с изображением горы — высшей точки страны, потухшего вулкана Демавенд (5604 м), а также Турция — 100-лировую банкноту (1972—1986) и Армения — на обороте пяти банкнот (1993 и 2001 годы выпуска) с изображением расположенной в Турции горы Арарат (5165 м), которая тем не менее является национальным символом Армении и изображена также на государственном гербе.
- По своему расположению с севера Хан-Тенгри (6995 м), его западная перемычка (5900 м) к соседнему пику Чапаева (6371 м) очень похожи на расположение гималайских гигантов Эвереста (8848 м), его Южной седловины (7900 м) и соседнего пика Лхоцзе (8516 м). Но всё на 2 километра ниже, что позволяет имитировать гималайский классический маршрут.
- Из выступления Г. М. Маленкова[16] 3 марта 1937:

Хан Тенгри — это мощный горный массив Восточного Тянь-Шаня на границе Кыргызстана, Казахстана и Китая. Площадь его 10 тысяч квадратных километров. Получил он название по своей вершине — пик Хан Тенгри, что в переводе означает «Царь духов». Это я прочёл сегодня в энциклопедии. Это высочайшая точка Тянь-Шаня — 6697 метров. Так теперь нет этого самого Хан Тенгри. Бюро Казахского крайкома 14 сентября 1936 года переименовало его в пик Мирзояна.

## Топографические карты
- Лист карты K-44-65 пик Победы. Масштаб: 1 : 100 000. Указать дату выпуска/состояния местности.

## Описание маршрутов
- Петлицкий В. Хан-Тенгри. История восхождений (недоступная ссылка — история). www.turist40.ru. Дата обращения: 15 ноября 2022..
- Петлицкий В., Иванов А. Траверс Хан-Тенгри — 2011 («Маршрут на 100 сом»). risk.ru. Дата обращения: 15 ноября 2022.

## Фильмы
- «Восхождение на пик Хан-Тенгри. 1975 год», автор-оператор Б. Блонштейн.
- «Мраморное сердце Тянь-Шаня», автор А. Кислов, 2000.
- «Хан-Тенгри-2003», автор А. Казаков, 2003.
- «Хан-Тенгри. Путь к вершине». Архивировано из оригинала 26 июня 2019 года., 2008 г., реж. Алексей Рюмин.
- «Хан-Тенгри: суровый январь 2011», реж. Олег Парамонов, 2011.